# West Ella
West Ella är en ort i civil parish Kirk Ella, i distriktet East Riding of Yorkshire, i grevskapet East Riding of Yorkshire, i England. West Ella var en civil parish 1866–1935 när blev den en del av Haltemprice. Civil parish hade 122 invånare år 1931.